# Бранислав В. Станковић
Бранислав В. Станковић (Сремска Митровица, 19. децембар 1967) српски је фотограф и писац.
Аутор је књига Српска војска – Оружје наших победа 1914 – 1918. и Serbian Army – Weapons of Victory 1914-1918. 
Био је дугогодишњи сарадник часописа „Метак”, „Оружје” и „Новости – Калибар” као и часoписа „Museum”, где је објавио више десетина текстова из области војне историје и наоружања. Такође је, са Бранком Богдановићем и коаутор књига Штыки и боевые ножи Сербии, Черногории и Югославии објављених у Русији и Бугарској.
Уметнички савет ФСС-а 2007 године, доделио му је звање Кандидат мајстор фотографије. У периоду од 1995. до 2019. године, био је запослен у Народном музеју Шабац, као конзерватор и фотограф.

## Изложбе
Као уметнички фотограф и члан Фото савеза Србије учествовао је на преко 150 колективних изложби у земљи и иностранству и имао седам самосталних изложби.
Самосталне изложбе
- Призори, Ковин, 2003
- Призори, Банатски Брестовац, 2004
- , Шабац, 2004
- Фотографије, Нови Сад, 2004
- Дијапозитиви, Шабац, 2009
- Станковић - Граовац, Шабац, 2010
- Фотографије, Шабац, 2011

## Награде и признања (избор)
Освојио је преко 40 награда и признања.
- Војводина Нови Сад 2003, Трећа награда за колекцију фотографија
- " Војвођанска ревија дијапозитива" 2004, Прва награда за дијапозитив
- "Жисел" Омољица 2003, Друго место за дијапозитив
- "Жисел" Омољица 2004, Друго место за дијапозитив
- "ЧИН 2003" Нови Сад 2004,  за колекцију фотографија
- "ЧИН 2003" Нови Сад 2004,  за колекцију дијапозитива
- " за фотографију
- "Изложба десет најупешнијих аутора у 2003. години" Београд/Чачак 2004.
- "Изложба десет најупешнијих аутора у 2004. години" Београд/Чачак 2005.
- "Жена 2005" Нови Сад 2005, Похвала за нове технологије
- "Жисел" Омољица 2008, Трећа награда за фотографију
- "Жисел" Омољица 2009, Друга награда за фотографију
- "4th Agens International photo competition" Budapest 2010, Колекција фотографија
- , Колекција фотографија